# Epidendrum leucochilum
Epidendrum leucochilum är en orkidéart som beskrevs av Link, Klotzsch och Christoph Friedrich Otto. Epidendrum leucochilum ingår i släktet Epidendrum och familjen orkidéer. Inga underarter finns listade i Catalogue of Life.